# Eva Eriksson (politiker)

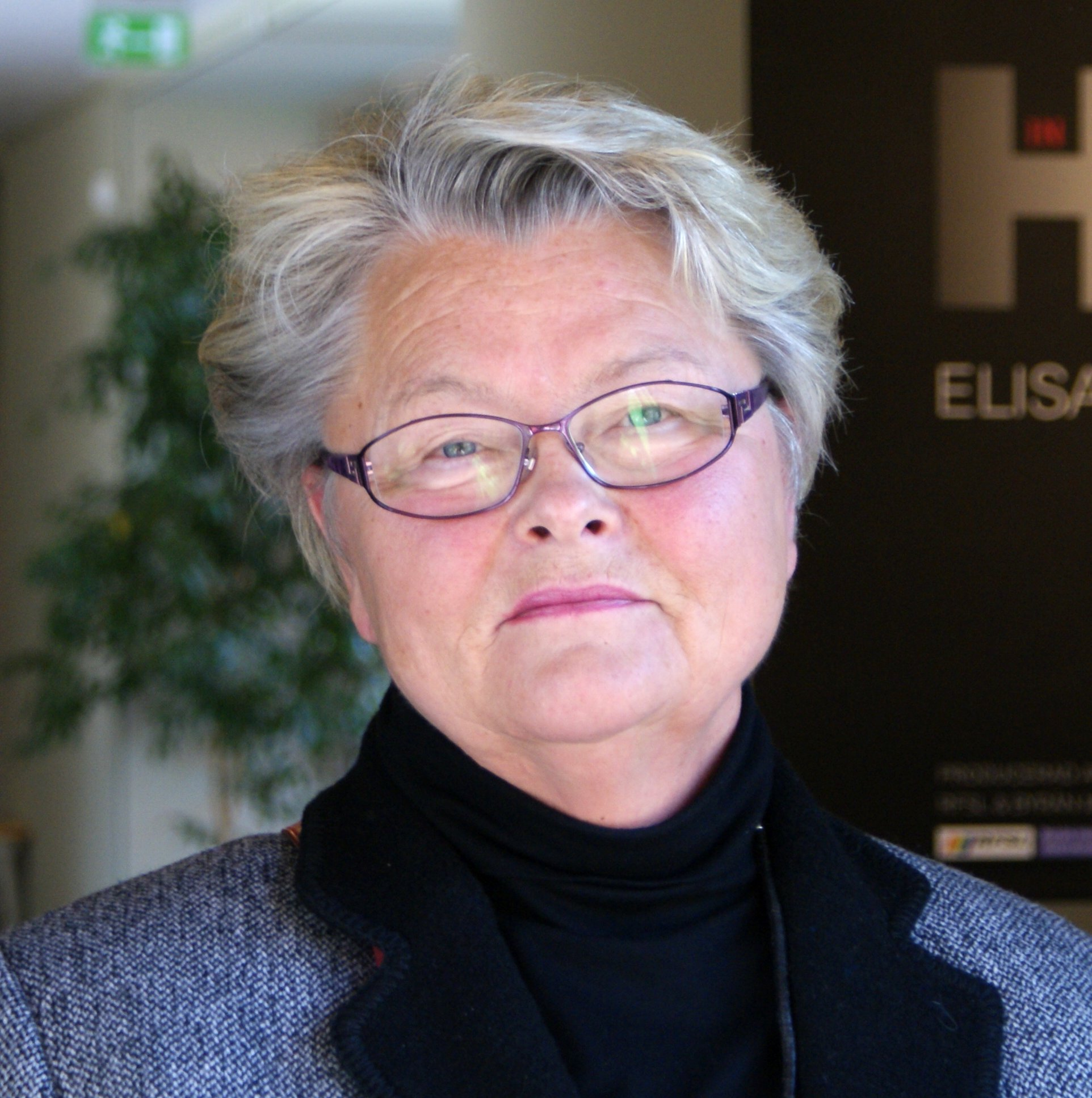
Eva Eriksson i Värmlands museum 2008.

Eva Hildegard Eriksson, född 1 juni 1947 i Vara, är en svensk förskollärare, politiker (folkpartist) och ämbetsman.

## Biografi
Eva Eriksson var riksdagsledamot 1994–1998 för Skaraborgs läns valkrets. I riksdagen var hon bland annat ledamot i Miljö- och jordbruksutskottet. Hon var därefter regionråd i Västra Götalandsregionen 1998–2004. Hon var också vice ordförande i Folkpartiet liberalerna 1993–2001. Från april 2004 var hon landshövding i Värmlands län. Efter att hennes förordnande utlupit den 30 september 2012 efterträddes hon av Kenneth Johansson. Eriksson har vidare varit ordförande i Miljömålsrådet 2008–2010 och förbundsordförande i SPF Seniorerna 2017–2025.
På regeringens uppdrag har Eriksson utrett grunden för en Ny djurskyddslag i november 2011 (SOU 2011:75) samt gjort en utredning om så kallad fruimport, det vill säga kvinnor som utsätts för våld efter att ha beviljats temporärt uppehållstillstånd på grund av anknytning till en svensk man. Slutsatserna presenterade hon i betänkandet Kvinnor och barn i rättens gränsland, som publicerades i SOU-serien den 29 juni 2012.